# Itziar Atienza
Pour les articles homonymes, voir Atienza (homonymie).
Itziar Atienza, née à Madrid le 26 novembre 1977, est une actrice espagnole.  

## Biographie
Elle travaille dans sa jeunesse dans la production artistique et audiovisuelle du Pays basque. Elle se fait connaître par la chaîne ETB, notamment dans son programme Vaya Semanita (es).
Elle joue dans diverses séries, notamment dans Mentiras.
Elle connaît la consécration internationale avec la série Entrevías dans laquelle elle tient le rôle d'Amanda, une commissaire de police (es) lesbienne engagée contre la drogue et pour les droits des femmes[réf. nécessaire].
En 2024, elle joue le rôle de Candela Nebot dans la série Les Ombres du passé de Clara Roquet.